# Lemboulas
Le Lemboulas est une rivière du sud de la France qui coule dans les départements du Lot et de Tarn-et-Garonne. C'est un affluent du Tarn en rive droite, donc un sous-affluent de la Garonne.

## Géographie
De 56,7 km de longueur, le Lemboulas prend sa source dans le département du Lot commune de Lalbenque, dans le site des vallées du Quercy Blanc et se jette en rive droite dans le Tarn, en Tarn-et-Garonne à Moissac

### Communes et cantons traversés
- Lot : Lalbenque, Saint-Paul-Flaugnac, Castelnau-Montratier, Montdoumerc, Belfort-du-Quercy.
- Tarn-et-Garonne : Molières, Lafrançaise, Vazerac, Puycornet, Labarthe, Montfermier, Lizac, Belfort-du-Quercy, Montpezat-de-Quercy, Castelsarrasin, Moissac.

## Principaux affluents
- la Lupte (rd) : 27,2 km
- le Lembous (rd) : 16,9 km
- le Petit Lembous (rg) : 19,9 km

## Hydrologie
Le Lemboulas est une rivière peu régulière. 

### Le Lemboulas à Lafrançaise
Son débit a été observé durant une période de 41 ans (1968-2008), à Lafrançaise (hameau de Lunel), localité du département de Tarn-et-Garonne située à quelque sept ou huit kilomètres de son confluent avec le Tarn. La surface ainsi étudiée est de 403 km2, soit la presque totalité du bassin versant du cours d'eau.
Le module de la rivière à Lafrançaise est de 2,18 m3/s.
Le Lemboulas présente des fluctuations saisonnières de débit très marquées, comme bien des cours d'eau du bassin de la Garonne. Les hautes eaux se déroulent en hiver et au printemps, et se caractérisent par des débits mensuels moyens allant de 2,83 à 4,69 m3/s, de décembre à mai inclus (avec un maximum assez net en février). Au mois de juin, le débit chute fortement ce qui mène rapidement aux basses eaux d'été qui ont lieu en août-septembre, entraînant une baisse du débit mensuel moyen jusqu'au plancher de 0,180 m3/s au mois d'août. Mais ces moyennes mensuelles cachent des fluctuations plus prononcées sur de courtes périodes ou selon les années.

### Étiage ou basses eaux
En effet, aux étiages, le VCN3 peut chuter jusque 0,002 m3/s en cas de période quinquennale sèche (deux litres/s), c'est-à-dire que le cours d'eau peut tomber presque à sec.

### Crues
Les crues peuvent être importantes, vu la taille du bassin versant de la rivière.
Les QIX 2 et QIX 5 valent respectivement 38 et 55 m3/s. Le QIX 10 est de 66 m3/s, le QIX 20 de 77 m3/s, tandis que le QIX 50 se monte à 91 m3/s.
Le débit instantané maximal enregistré à Lafrançaise a été de 91,9 m3/s le 10 janvier 1996, tandis que la valeur journalière maximale était de 82,10 m3/s le même jour. Si l'on compare la première de ces valeurs à l'échelle des QIX de la rivière, l'on constate que cette crue était d'ordre cinquantennal, et donc assez exceptionnelle.

### Lame d'eau et débit spécifique
Le Lemboulas est une rivière peu abondante. La lame d'eau écoulée dans son bassin versant est de 171 millimètres annuellement, ce qui constitue seulement une bonne moitié de la moyenne d'ensemble de la France, tous bassins confondus (plus ou moins 320 millimètres par an). C'est aussi largement inférieur à la moyenne du bassin de la Garonne (384 millimètres par an) et surtout du Tarn (478 millimètres par an). Le débit spécifique (ou Qsp) atteint le chiffre médiocre de 5,4 litres par seconde et par kilomètre carré de bassin.